# Joc de pilota a mà frisó
El joc de pilota a mà frisó (en neerlandés kaatsen, i en frisó keatsen) és el joc de pilota tradicional de Frísia, als Països Baixos. Amb el nom de Balle pelote és practicat a Bèlgica. A Valònia, però, és conegut com a Djeu d' bale en való. I com a Longue paume a la regió francesa de la Picardia. És opinió compartida que aquesta modalitat de joc de pilota és hereva del jeu de paume francés. La pilota a mà frisona pertany a la mateixa família de jocs de pilota que les llargues valencianes. I, de fet, els millors jugadors d'ambdós esports tenen ocasió de competir anualment en els Campionats Internacionals de Pilota amb unes regles comunes anomenades joc internacional inventades per la Confederació Internacional de Joc de Pilota.

## Regles del joc
El camp per a jugar a la pilota a mà frisona és un rectangle de gespa de 60 m de llarg per 32 d'ample. Un dels extrems del camp té dibuixada un rectangle de 4,5 x 4 m a partir d'on hom ha de servir la pilota, i a l'extrem oposat hi ha una zona de recepció de 5 x 19 m.
S'hi juga amb una pilota blanca de cuiro artificial feta a mà. La pilota és farcida de pell animal (de vedell, normalment), pesa uns 24 gr i té un diàmetre de 3,5 cm.
Per tal de protegir-se tots els jugadors, excepta qui bota la pilota, es poden cobrir les mans amb un guant de cuir.
Dos equips (partuur) formats de 3 jugadors competeixen per arribar a aconseguir 6 jocs.
Cada joc està compost per 4 quinzes: 2, 4, 6, i eerst (val).
Cada quinze comença quan un jugador que estant al rectangle de servir colpeix la pilota amb la mà nua per a enviar-la a la zona de recepció.
- Si no l'hi llança, perd un quinze.
- Si algun jugador de la zona de recepció torna la pilota al final de la pista, els seus guanyen un quinze.

Aquests són quinzes directes, però és molt més comú que el punt resti en disputa.
Si un dels equips atura la pilota amb qualsevol part del cos per tal que aquesta no avance més, es marca el lloc on ha estat aturada la pilota, d'això se'n diu kaats i és exactament el mateix que les ratlles de les llargues valencianes. Quan ja hi ha dos kaats, o en el marcador hi ha un kaats i eerst (ratlla i val), els equips cambien de camp: el servei passa a la resta i a l'inrevés. Llavors es decideixen els kaats, el servei ha de fer passar la pilota per sobre del kaats i que la resta no l'ature més avançada. Cada kaats guanyat és un quinze.

## Competicions
El torneig més important, P.C (Permanente Commissie), és la competició esportiva regulada més antiga del món. Es disputa cada any a la vila de Franeker de 1854 ençà. Als Jocs Olímpics d'Amsterdam 1928 en fou esport de demostració.